# Pilar Gamboa
Pilar Gamboa (* 7. dubna 1980 Buenos Aires, Argentina) je argentinská herečka.
Debutovala v roce 2007. V následujícím roce působila ve webovém seriálu Amanda O, roku 2009 se poprvé představila ve filmu (Música en espera). Hlavní role dále ztvárnila v seriálech Los Únicos, Tiempos compulsivos a významně se podílela také na seriálu Mi hermano es un clon. V roce 2015 hrála hlavní roli ve filmu El incendio, o dva roky později ve snímku El futuro que viene a roku 2018 ve filmu La flor, který je s 13,5 hodinami nejdelším filmem argentinské kinematografie. Objevila se také například ve filmech Mamá se fue de viaje či Re loca. Věnuje se i divadlu.